# Bekhan Abdrahmanovics Ozdojev
Bekhan Abdrahmanovics Ozdojev (oroszul: Бекхан Абдрахманович Оздоев; 1993. május 15. –) orosz kötöttfogású birkózó. A 2018-as birkózó-világbajnokságon a bronzmérkőzésig jutott 87 kg-os súlycsoportban, kötöttfogásban. A 2018-as birkózó Európa-bajnokságon ezüstérmet nyert 82 kg-ban.

## Sportpályafutása
A 2018-as birkózó-világbajnokságon a bronzmérkőzésig jutott.